# برایان فوی
برایان فوی (انگلیسی: Bryan Foy؛ ۸ دسامبر ۱۸۹۶ – ۲۰ آوریل ۱۹۷۷) یک تهیه‌کننده، کارگردان و هنرپیشه اهل ایالات متحده آمریکا بود. وی بین سال‌های ۱۹۲۳ تا ۱۹۶۳ میلادی فعالیت می‌کرد.

## فیلم‌شناسی
- کوسه ببری
- زیرزمین
- دستگاه اطلاعاتی بریتانیا
- کارسون‌سیتی
- کالج
- کانن سیتی
- گوریل
- می‌خواهی بخواه، نمی‌خواهی نخواه